# Юніон (округ Бернетт, Вісконсин)
Юніон (англ. Union) — місто (англ. town) в США, в окрузі Бернетт штату Вісконсин. Населення — 345 осіб (2020).

## Демографія
Згідно з переписом 2010 року, у місті мешкало 340 осіб у 163 домогосподарствах у складі 99 родин. Було 554 помешкання
Расовий склад населення:
| - 92,6 % — білих - 3,5 % — корінних американців - 0,3 % — азіатів |

До двох чи більше рас належало 3,5 %. Частка іспаномовних становила 0,0 % від усіх жителів.
За віковим діапазоном населення розподілялося таким чином: 16,8 % — особи молодші 18 років, 52,3 % — особи у віці 18—64 років, 30,9 % — особи у віці 65 років та старші. Медіана віку мешканця становила 56,6 року. На 100 осіб жіночої статі у місті припадало 97,7 чоловіків;  на 100 жінок у віці від 18 років та старших — 96,5 чоловіків також старших 18 років.
Середній дохід на одне домашнє господарство  становив 60 011 долар США (медіана — 45 938), а середній дохід на одну сім'ю — 75 112 долари (медіана — 62 500). Медіана доходів становила 43 750 доларів для чоловіків та 44 000 доларів для жінок. За межею бідності перебувало 2,5 % осіб, у тому числі 0,0 % дітей у віці до 18 років та 5,1 % осіб у віці 65 років та старших.
Цивільне працевлаштоване населення становило 131 особа. Основні галузі зайнятості: освіта, охорона здоров'я та соціальна допомога — 22,1 %, виробництво — 16,0 %, мистецтво, розваги та відпочинок — 15,3 %, будівництво — 15,3 %.